# Architecture contemporaine remarquable
« Architecture contemporaine remarquable » est un label officiel français créé en 2016 par le ministère de la Culture pour être décerné à des réalisations architecturales et urbanistiques construites depuis moins de 100 ans à la date de labellisation, et considérées comme remarquables du point de vue esthétique et technique. Les édifices bénéficiant déjà d'une protection au titre des monuments historiques ne peuvent être concernés par la mesure.
Créé en 2016, découlant de la loi LCAP et entrant en application en vertu d'un décret du 28 mars 2017, ce label remplace celui de « Patrimoine du XXe siècle », institué en 1999 pour valoriser le patrimoine architectural édifié dans le courant du XXe siècle. Il s'applique automatiquement à tous les édifices préalablement honorés du label « Patrimoine du XXe siècle » et construits depuis moins de 100 ans ; le label est automatiquement retiré une fois passé le centenaire de la construction.

## Principes
Comme son prédécesseur, le label est décerné par le préfet de région, après avis de la Commission régionale du patrimoine et de l'architecture.
L'« intérêt architectural » tel qu'avancé est justifié par les points suivants :
1. la singularité de l'œuvre ;
2. le caractère innovant ou expérimental de la conception architecturale, urbaine, paysagère ou de la réalisation technique, ou sa place dans l'histoire des techniques ;
3. la notoriété de l'œuvre eu égard notamment aux publications dont elle a fait l'objet ou la mentionnant ;
4. l'exemplarité de l'œuvre dans la participation à une politique publique ;
5. la valeur de manifeste de l'œuvre en raison de son appartenance à un mouvement architectural ou d'idées reconnu ;
6. l'appartenance à un ensemble ou à une œuvre dont l'auteur fait l'objet d'une reconnaissance nationale ou locale.

La création du label, substitué au label « Patrimoine du XXe siècle », doit valoriser les constructions remarquables du XXIe siècle et cibler les édifices ne bénéficiant d'aucune protection réglementaire.

### Spécificités du label
Les principales différences entre ce label et le label « Patrimoine du XXe siècle » sont les suivantes :
- le label ACR disparaît automatiquement 100 ans après la construction du bien ;
- le label ACR ne peut être attribué à un monument historique ;
- le label ACR impose au propriétaire d'informer les services de l'État en cas de projets de travaux sur l'ouvrage[6].

#### Cas pratiques (2024)
Le tableau ci-dessous présente une liste de cas pratiques, en date de 2024, illustrant les conditions nécessaires pour obtenir le label ACR.
 : facteur incluant
 : facteur excluant
| Monument                                                     | Vue | Date de construction | « Patrimoine du XXe siècle » | Protection MH | Label ACR        |
| ------------------------------------------------------------ | --- | -------------------- | ---------------------------- | ------------- | ---------------- |
| Refuge du Col de la Vanoise (Pralognan-la-Vanoise, Savoie)   |     | 1902 (122 ans)       | Oui                          | Non           | Label impossible |
| Gare de Limoges-Bénédictins (Limoges, Haute-Vienne)          |     | 1929 (95 ans)        | Oui                          | Oui           | Label impossible |
| Magasin Aux Dames de France (Perpignan, Pyrénées-Orientales) |     | 1908 (116 ans)       | Oui                          | Oui           | Label impossible |
| Viaduc de Millau (Millau et Creissels, Aveyron)              |     | 2004 (20 ans)        | Oui                          | Non           | Label accordé    |
| Viaduc de Nogent-sur-Marne (Nogent-sur-Marne, Val-de-Marne)  |     | 1946 (78 ans)        | Non                          | Non           | Label accordé    |

## Critiques
La presse spécialisée fait part de certaines critiques. Le magazine numérique Patrimoine, Architecture, Jardin (PAJ) craint que l'aspect non-contraignant du label ne fragilise la protection du patrimoine récent, et regrette que le rôle de l'Inventaire général du patrimoine culturel dans ce but ne soit pas clarifié. Christophe Leray, dans Chroniques d'architectures, déplore des conditions d'attribution du label bien trop généreuses.
Les députés Emmanuelle Anthoine et Raphaël Gérard, auteurs en 2019 d'un rapport d'information sur l'application de la loi CAP, regrettent que l'apposition en épigraphe du nom de l'architecte sur les bâtiments contemporains, comme d'usage au XXe siècle et requis par la création du label, ne soit pas garantie, faute de texte d'application produit par le Ministère.

## Statistiques
Au début 2024, 1 645 biens bénéficient du label.
Le tableau suivant recense, pour chaque département, le nombre de biens labellisés à cette date.
| Département             | Inscriptions |
| ----------------------- | ------------ |
| Ain                     | 8            |
| Aisne                   | 1            |
| Allier                  | 0            |
| Alpes-de-Haute-Provence | 5            |
| Hautes-Alpes            | 18           |
| Alpes-Maritimes         | 49           |
| Ardèche                 | 6            |
| Ardennes                | 17           |
| Ariège                  | 5            |
| Aube                    | 8            |
| Aude                    | 11           |
| Aveyron                 | 3            |
| Bouches-du-Rhône        | 92           |
| Calvados                | 12           |
| Cantal                  | 0            |
| Charente                | 4            |
| Charente-Maritime       | 6            |
| Cher                    | 18           |
| Corrèze                 | 14           |
| Corse-du-Sud            | 0            |
| Haute-Corse             | 0            |
| Côte-d'Or               | 12           |
| Côtes-d'Armor           | 3            |
| Creuse                  | 11           |
| Dordogne                | 11           |
| Doubs                   | 30           |
| Drôme                   | 14           |
| Eure                    | 13           |
| Eure-et-Loir            | 22           |
| Finistère               | 6            |
| Gard                    | 39           |
| Haute-Garonne           | 40           |
| Gers                    | 1            |
| Gironde                 | 48           |
| Hérault                 | 31           |
| Ille-et-Vilaine         | 11           |
| Indre                   | 14           |
| Indre-et-Loire          | 28           |
| Isère                   | 33           |
| Jura                    | 7            |
| Landes                  | 11           |
| Loir-et-Cher            | 17           |
| Loire                   | 15           |
| Haute-Loire             | 0            |
| Loire-Atlantique        | 23           |
| Loiret                  | 35           |
| Lot                     | 3            |
| Lot-et-Garonne          | 1            |
| Lozère                  | 0            |
| Maine-et-Loire          | 9            |
| Manche                  | 19           |
| Marne                   | 30           |
| Haute-Marne             | 8            |
| Mayenne                 | 2            |
| Meurthe-et-Moselle      | 33           |
| Meuse                   | 8            |
| Morbihan                | 12           |
| Moselle                 | 21           |
| Nièvre                  | 7            |
| Nord                    | 15           |
| Oise                    | 5            |
| Orne                    | 13           |
| Pas-de-Calais           | 15           |
| Puy-de-Dôme             | 14           |
| Pyrénées-Atlantiques    | 20           |
| Hautes-Pyrénées         | 13           |
| Pyrénées-Orientales     | 20           |
| Bas-Rhin                | 24           |
| Haut-Rhin               | 19           |
| Rhône                   | 40           |
| Haute-Saône             | 10           |
| Saône-et-Loire          | 10           |
| Sarthe                  | 9            |
| Savoie                  | 29           |
| Haute-Savoie            | 31           |
| Paris                   | 63           |
| Seine-Maritime          | 47           |
| Seine-et-Marne          | 10           |
| Yvelines                | 13           |
| Deux-Sèvres             | 6            |
| Somme                   | 19           |
| Tarn                    | 5            |
| Tarn-et-Garonne         | 5            |
| Var                     | 36           |
| Vaucluse                | 13           |
| Vendée                  | 7            |
| Vienne                  | 1            |
| Haute-Vienne            | 22           |
| Vosges                  | 12           |
| Yonne                   | 1            |
| Territoire de Belfort   | 7            |
| Essonne                 | 33           |
| Hauts-de-Seine          | 35           |
| Seine-Saint-Denis       | 34           |
| Val-de-Marne            | 20           |
| Val-d'Oise              | 18           |
| Guadeloupe              | 1            |
| Martinique              | 23           |
| Guyane                  | 1            |
| La Réunion              | 19           |
| Mayotte                 | 2            |